# Pro League 2009-2010
La Jupiler Pro League 2009-2010 è stata la 107ª edizione della massima divisione belga, legata ormai dal 1993 al nome della Jupiler, famosa birra di Jupille. È iniziata l'8 agosto 2009 e si è conclusa il 9 maggio 2010.
La stagione precedente è terminata con uno spareggio per l'assegnazione dello scudetto tra Anderlecht e Standard Liegi, con la vittoria di quest'ultimo, giunto così al 10º successo della sua storia. È stato promosso in prima divisione il Sint-Truiden.
Questo torneo è il primo a 16 squadre, a causa della riduzione di 2 unità delle formazioni partecipanti decisa dalla Federazione nel 2008, come parte di un complesso disegno di riforma del campionato stesso.
Malgrado i consistenti cambiamenti alla formula del torneo, il suo vincitore non è mai stato in dubbio, dato l'indiscusso dominio del Anderlecht, il quale, capolista solitario già alla 3ª giornata, ha concluso la stagione regolare con 12 punti di vantaggio sul Club Brugge, secondo, e si è matematicamente laureato campione già a 4 giornate dal termine del girone finale andando a vincere 2-1 proprio sul campo dei Blauw en Zwart di Bruges. Per i biancomalva di Bruxelles è arrivato dunque il 30º titolo.

## Squadre partecipanti
- Anderlecht
- Club Bruges
- Cercle Bruges
- Charleroi
- R.E. Mouscron - fino al dicembre 2009
- Genk
- Gent
- Germinal Beerschot

- Kortrijk
- Lokeren
- Malines
- Roeselare
- Sint-Truiden - Neopromossa (N)
- Standard Liegi - Campione in carica (C)
- Westerlo
- Zulte Waregem

## La riforma del campionato
Il 17 maggio 2008, a conclusione della stagione 2007-08, la Federazione annunciò un piano di riforma della Prima Divisione da eseguirsi in due fasi. Nella prima, al termine del campionato 2008-09 il numero di squadre partecipanti venne ridotto da 18 a 16, con una sola promozione dalla Seconda Divisione a fronte di 3 retrocessioni dalla D1 (di cui l'ultima determinata mediante un girone di spareggio). Nella seconda, a partire dalla stagione 2009/10 sono stati introdotti i play-off, con i quali verranno determinati sia il club vincitore, sia i piazzamenti nelle coppe europee.

### Struttura
Al termine di un tradizionale girone unico di 30 giornate, l'ultima classificata retrocederà direttamente in D2, mentre tutte le altre compagini parteciperanno ad uno dei playoff previsti, in base al proprio piazzamento.
Le squadre classificate dal 1º al 6º posto giocheranno il Play-off Scudetto, un girone unico di 10 giornate la cui vincitrice si aggiudicherà il titolo 2009/10; le prime due classificate avranno inoltre accesso al 3º turno preliminare della Champions League 2010/11, mentre la terza parteciperà all'Europa League 2010/11 a partire dal 3º turno preliminare.
Le squadre dalla settima alla quattordicesima posizione daranno luogo al Play-off Europa League. Esse saranno suddivise in 2 gironi da 4 formazioni ciascuno (Gruppo A, 7°,9°,12° e 14°; Gruppo B, 8°,10°,11°,13°), e dopo 6 giornate le due prime classificate si scontreranno tra loro in uno scontro andata-ritorno. La vincitrice di quest'ultimo, infine, contenderà alla 4ª classificata del Play-off Scudetto il diritto di partecipare al 2º turno preliminare dell'Europa League, in una partita singola definita Test-match.
La formazione 15ª classificata invece parteciperà, assieme alle squadre piazzatesi seconda, terza e quarta in D2, al Play-off Salvezza, un girone di 6 giornate la cui vincitrice avrà il diritto di giocare la stagione successiva in D1.

## Il fallimento del Mouscron
L'Excelsior di Mouscron, già da 5 anni alle prese con gravi problemi finanziari, ha visto culminare la sua crisi nel dicembre 2009, allorché i suoi giocatori si sono rifiutati di scendere in campo a causa del mancato pagamento degli stipendi di novembre e dicembre.
L'ipotesi di un intervento della proprietà del Manchester City per rilevare il club, da più parti ventilata negli stessi giorni, non si è però mai concretizzata.
La dirigenza si è quindi rassegnata a dichiarare bancarotta il 28 dicembre 2009, anche perché le regole della Federazione prevedono che dopo 3 partite consecutive perse a tavolino un club retroceda automaticamente in terza divisione, ed il Mouscron era prossimo ad incorrere in tale sanzione.
Di conseguenza, il Mouscron è stato classificato al 16º ed ultimo posto, e tutte le partite da esso giocate annullate; sono stati anche risolti tutti i contratti con giocatori e tecnici, ora liberi di accasarsi altrove.

## Classifica finale
| Pos | Squadra            | Pt | G  | V  | N  | P  | GF | GS | DR  | Post Season            |
| --- | ------------------ | -- | -- | -- | -- | -- | -- | -- | --- | ---------------------- |
| 1.  | Anderlecht         | 69 | 28 | 22 | 3  | 3  | 62 | 20 | +42 | Play-off Scudetto      |
| 2.  | Club Bruges        | 57 | 28 | 17 | 6  | 5  | 52 | 33 | +19 | Play-off Scudetto      |
| 3.  | Gent               | 49 | 28 | 14 | 7  | 7  | 49 | 30 | +19 | Play-off Scudetto      |
| 4.  | Kortrijk           | 45 | 28 | 12 | 9  | 7  | 39 | 30 | +9  | Play-off Scudetto      |
| 5.  | Sint-Truiden (N)   | 42 | 28 | 12 | 6  | 10 | 35 | 35 | +0  | Play-off Scudetto      |
| 6.  | Zulte Waregem      | 41 | 28 | 10 | 11 | 7  | 39 | 32 | +7  | Play-off Scudetto      |
| 7.  | Malines            | 39 | 28 | 12 | 3  | 13 | 36 | 46 | -10 | Play-off Europa League |
| 8.  | Standard Liegi (C) | 39 | 28 | 10 | 9  | 9  | 38 | 34 | +4  | Play-off Europa League |
| 9.  | Cercle Bruges      | 38 | 28 | 11 | 5  | 12 | 45 | 40 | +5  | Play-off Europa League |
| 10. | Germinal Beerschot | 35 | 28 | 9  | 8  | 11 | 30 | 43 | -13 | Play-off Europa League |
| 11. | Genk               | 34 | 28 | 8  | 10 | 10 | 33 | 31 | +2  | Play-off Europa League |
| 12. | Westerlo           | 32 | 28 | 8  | 8  | 12 | 28 | 34 | -6  | Play-off Europa League |
| 13. | Charleroi          | 23 | 28 | 5  | 8  | 15 | 28 | 45 | -17 | Play-off Europa League |
| 14. | Lokeren            | 18 | 28 | 5  | 3  | 20 | 22 | 54 | -32 | Play-off Europa League |
| 15. | Roeselare          | 18 | 28 | 4  | 6  | 18 | 29 | 58 | -29 | Play-off salvezza      |
| 16. | R.E. Mouscron*     | 0  | 0  | 0  | 0  | 0  | 0  | 0  | 0   | 3ª Divisione           |

* Il Mouscron è classificato all'ultimo posto causa bancarotta, e tutti i risultati delle partite da esso disputate in stagione sono stati annullati.
** In caso di arrivo a pari punti, l'unico parametro preso in considerazione è il numero complessivo di vittorie; in caso di ulteriore parità, è previsto uno spareggio.

## Play-off Scudetto

### Punteggi di ingresso*
- Anderlecht - 35 punti;
- Club Bruges - 29 punti;
- Gent - 25 punti;
- Kortrijk - 23 punti
- Sint-Truiden - 21 punti
- Zulte Waregem - 21 punti

* Le squadre che accedono a questo girone (27 marzo-8 maggio 2010) portano in dote la metà dei punti conquistati durante la stagione regolare, con eventuale arrotondamento per eccesso.

### Classifica finale
| Pos | Squadra       | Pt | G  | V | N | P | GF | GS | DR  | Qualificazioni europee                        |
| --- | ------------- | -- | -- | - | - | - | -- | -- | --- | --------------------------------------------- |
| 1.  | Anderlecht    | 59 | 10 | 7 | 3 | 0 | 24 | 9  | +15 | Champions League 2010/11 3º turno preliminare |
| 2.  | Gent          | 41 | 10 | 4 | 4 | 2 | 20 | 13 | +7  | Champions League 2010/11 3º turno preliminare |
| 3.  | Club Bruges   | 41 | 10 | 3 | 3 | 4 | 14 | 15 | -1  | Europa League 2010/11 - 3º turno preliminare  |
| 4.  | Sint-Truiden  | 34 | 10 | 3 | 4 | 3 | 9  | 10 | -1  | Test match                                    |
| 5.  | Kortrijk      | 33 | 10 | 3 | 1 | 6 | 9  | 13 | -4  |                                               |
| 6.  | Zulte Waregem | 28 | 10 | 2 | 1 | 7 | 7  | 23 | -16 |                                               |

## Europa League play-off

### Gruppo A
| Pos | Squadra       | Pt | G | V | N | P | GF | GS | DR |
| --- | ------------- | -- | - | - | - | - | -- | -- | -- |
| 1.  | Westerlo      | 10 | 6 | 3 | 1 | 2 | 12 | 9  | +3 |
| 2.  | Malines       | 10 | 6 | 3 | 1 | 2 | 10 | 8  | +2 |
| 3.  | Cercle Bruges | 7  | 6 | 2 | 1 | 3 | 9  | 12 | -3 |
| 4.  | Lokeren       | 6  | 6 | 1 | 3 | 2 | 12 | 14 | -2 |

### Gruppo B
| Pos | Squadra            | Pt | G | V | N | P | GF | GS | DR |
| --- | ------------------ | -- | - | - | - | - | -- | -- | -- |
| 1.  | Genk               | 16 | 6 | 5 | 1 | 0 | 12 | 3  | +9 |
| 2.  | Standard Liegi     | 8  | 6 | 2 | 2 | 2 | 8  | 5  | +3 |
| 3.  | Germinal Beerschot | 5  | 6 | 1 | 2 | 3 | 6  | 12 | -6 |
| 4.  | Charleroi          | 4  | 6 | 1 | 1 | 4 | 4  | 10 | -6 |

### Finale play-off Europa League
| Arbitro: | Paul Allaerts |

|                          |           |                         |
| De Bruyne 85’ Yeboah 90’ | Marcatori | 23’ Iakovenko 63’ Liliu |

| Arbitro: | Johan Verbist |

|  |           |                                         |
|  | Marcatori | 4’ João Carlos 71’ Buffel 81’ Ogunjirmi |

## Test match
| Arbitro: | Jerome Efong Nzolo |

|                        |           |            |
| Ogunjimi 21’ Camus 61’ | Marcatori | 42’ Sidibe |

| Arbitro: | Johan Verbist |

|                            |           |                                   |
| Sidibe (Rig.) 7’ Onana 80’ | Marcatori | Ogunjimi 21’ Barda 45’ Buffel 58’ |

## Play-off salvezza
| Pos | Squadra   | Pt | G | V | N | P | GF | GS | DR |
| --- | --------- | -- | - | - | - | - | -- | -- | -- |
| 1.  | Eupen     | 13 | 6 | 4 | 1 | 1 | 9  | 4  | +5 |
| 2.  | Mons      | 8  | 6 | 2 | 2 | 2 | 8  | 8  | +0 |
| 3.  | KVSK Utd  | 6  | 6 | 2 | 0 | 4 | 7  | 7  | +0 |
| 4.  | Roeselare | 6  | 6 | 1 | 3 | 2 | 5  | 10 | -5 |

## Classifica marcatori
Relativa alla sola stagione regolare
| Calciatore           | Squadra            | Gol |
| -------------------- | ------------------ | --- |
| Romelu Lukaku        | Anderlecht         | 15  |
| Ibrahim Sidibe       | Sint-Truiden       | 13  |
| Dorge Kouemaha       | Club Bruges        | 13  |
| Cyril Théréau        | Charleroi          | 12  |
| Teddy Chevalier      | Zulte Waregem      | 12  |
| Dawid Janczyk        | Lokeren            | 11  |
| Milan Jovanović      | Standard Liegi     | 10  |
| Faris Haroun         | Germinal Beerschot | 9   |
| Elimane Coulibaly    | Gent               | 9   |
| Dominic Joseph Foley | Cercle Bruges      | 9   |
| Mbark Boussoufa      | Anderlecht         | 9   |
| Jaycee Okwunwanne    | R.E. Mouscron      | 8   |
| Aloys Nong           | Malines            | 8   |
| Mahamadou Dissa      | Roeselare          | 8   |

## Verdetti
- Anderlecht campione del Belgio 2009-2010
- Anderlecht e  Gent qualificate alla Champions League 2010-2011 - terzo turno preliminare
- Club Bruges,  Genk e  Cercle Bruges* qualificate all'Europa League 2010-2011 - rispettivamente al quarto, terzo e secondo turno preliminare
- Roeselare retrocessa nella Tweede klasse
- R.E. Mouscron retrocessa nella Derde klasse
- Lierse e  Eupen promosse dalla Tweede klasse

*Finalista perdente della Coppa del Belgio, vinta dal Gent per 3-0 (Bruxelles, gara unica)